# زمزمه بودا
زمزمه بودا فیلمی به کارگردانی و نویسندگی حسین قاسمی جامی محصول سال ۱۳۸۶ است.
این فیلم در پنج ماه در شهرهای هرات، کابل و بامیان افغانستان فیلمبرداری شده است.

## بازیگران
- عایشه خلیلی
- فاروق فردوس
- ناصر روئین‌تن